# Val d'Enfer
Ne doit pas être confondu avec Höllental (Wetterstein).
Cet article concerne le vallon. Pour le film, voir Le Val d'enfer.

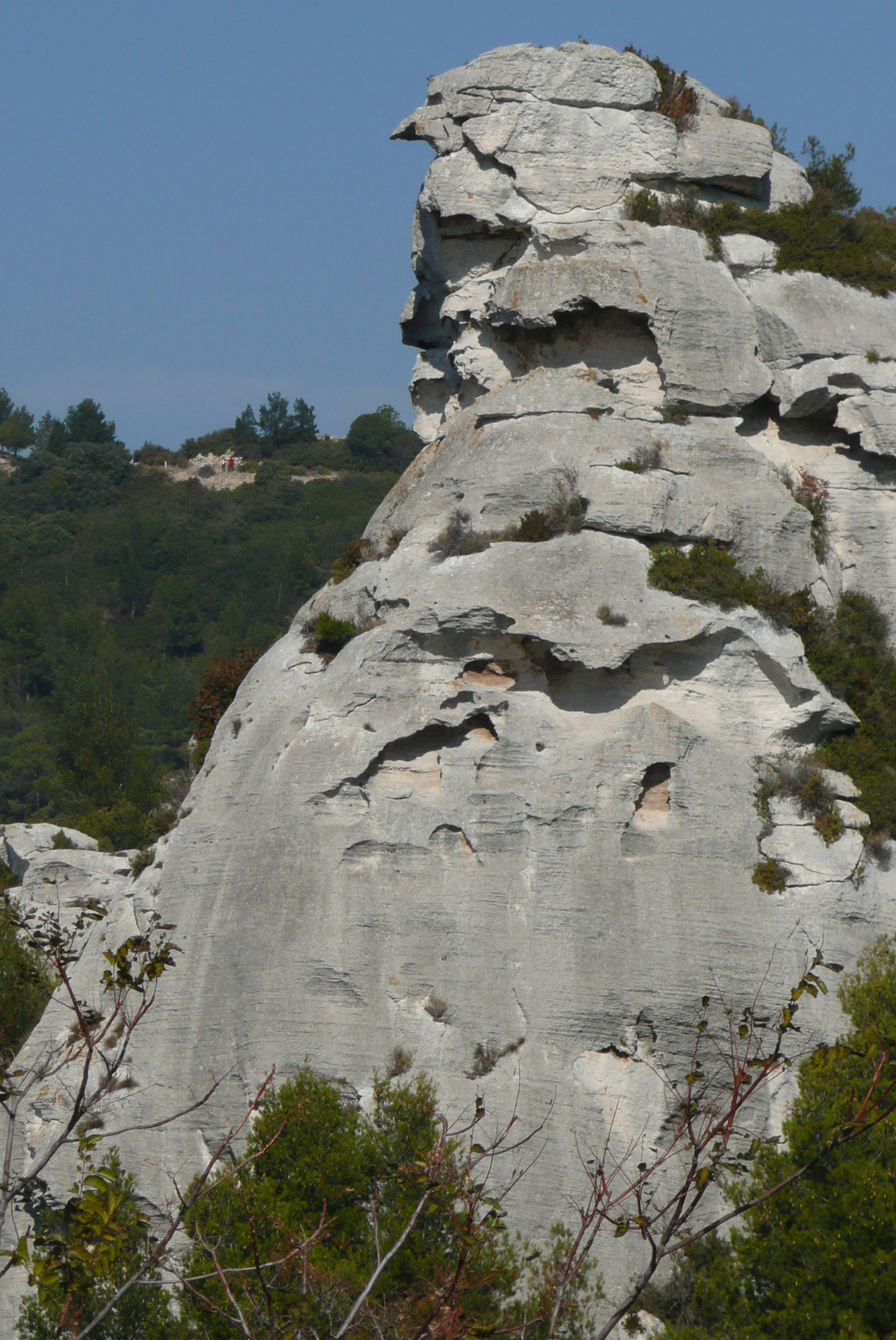
Une des roches déchiquetées du Val d'Enfer

Le Val d'Enfer, situé en contrebas du village des Baux-de-Provence, sous la départementale D27, est un vallon naturel creusé dans la roche par l'érosion hydraulique. Il tire son nom du mot latin "infer" signifiant inférieur. 
Il est accessible par le chemin départemental 27, puis une voie adjacente qui jouxte le pavillon de la Reine Jeanne, très en aval de la cité des Baux-de-Provence. Des carrières de calcaire puis de bauxite  ont été ouvertes dans ce site.

## Un site de légende

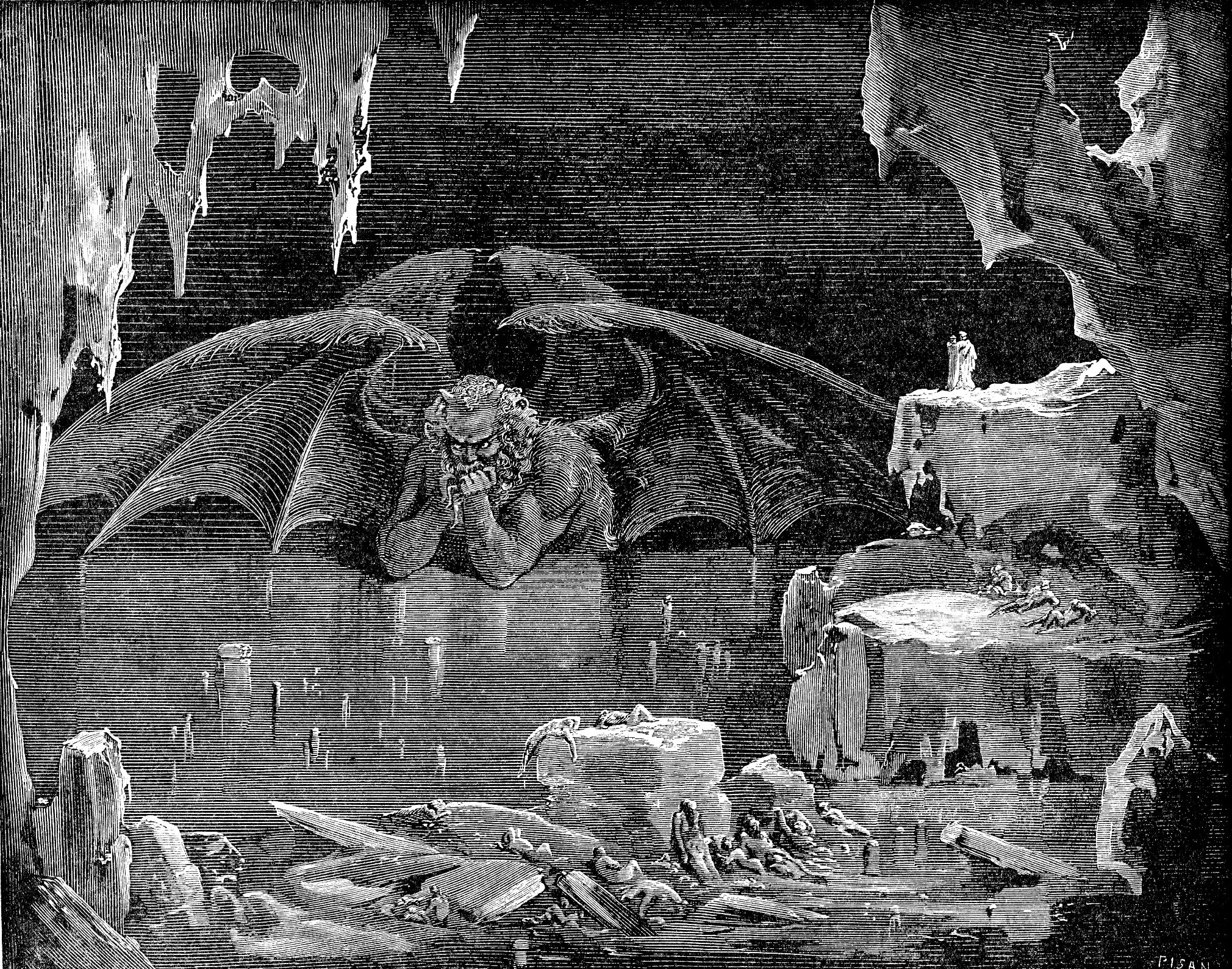
L'Enfer minéral de Dante

Frédéric Mistral ayant imaginé, dans une note de son poème Mireio, que Dante, subjugué par un tel décor, s'en serait inspiré pour décrire son Enfer dans la Divine Comédie, cette affirmation sans grand fondement est fréquemment reprise dans la littérature touristique. 
C'est en tout cas ici que Mistral situe un des chapitres de Mireio et que Jean Cocteau trouve le décor de son film Le Testament d'Orphée.

## Exploitation des lieux
Riches en bauxite, minerai découvert en 1821 et dont le nom vient des Baux, et en calcaire au grain fin, des carrières de pierre à bâtir sont exploitées dans ce site dès le IIe siècle avant notre ère,. Les blocs de calcaire sont utilisés pour l'édification de Glanum et de la cité antique d'Arles. 
L'exploitation de bauxite cesse en 1935 pour se tourner vers des sites régionaux plus rentables.

## Les Carrières de Lumières

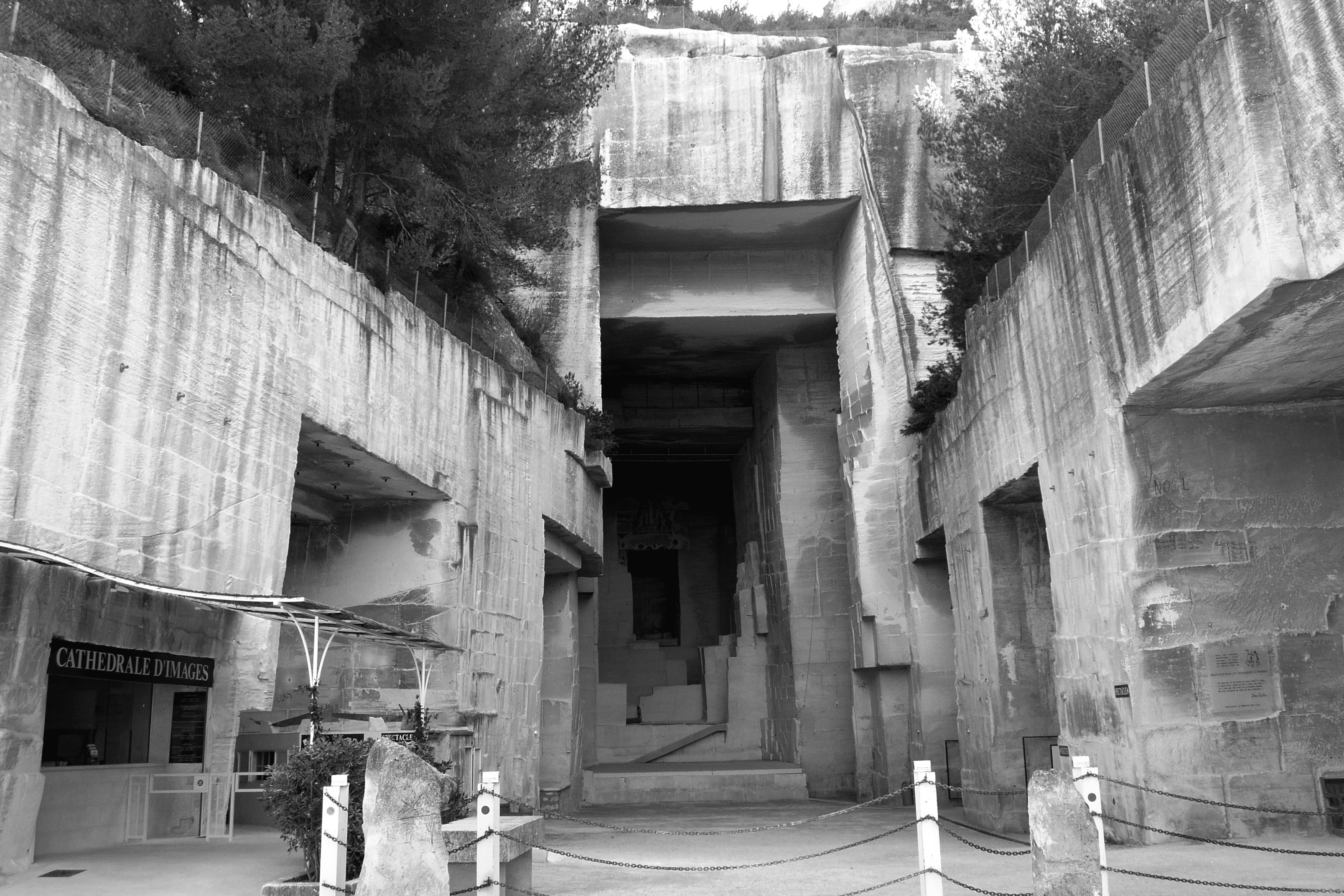
L'entrée Jean Cocteau menant aux Carrières de Lumières

Albert Plécy, rédacteur en chef au Parisien libéré tombe en admiration des carrières des Grands-Fonds en 1975, celles-ci se trouvant en amont du Val d'Enfer avec lequel elles sont improprement appropriées. L'idée d'un spectacle audiovisuel germe. Deux ans plus tard naît la Cathédrale d'Images où des images géantes sont projetées sur les parois lisses de la carrière. Ce festival d'images s'est depuis renouvelé chaque année avec des thèmes différents, remportant un succès retentissant,. En 2012, le site a été renommé Carrières de Lumières.
L’entrée, dite Jean Cocteau, en surplomb et distincte du site "Le Val d'Enfer", se fait par un gigantesque espace qui s'ouvre sur un couloir de soixante mètres de long. Celui-ci conduit à la salle Albert Plécy où s'élèvent des piliers de cinq à dix mètres de base et de neuf mètres de haut. C'est dans ces lieux qu'étaient extraits jusqu’en 1880 des blocs de deux m³ d'abord à la barre de fer puis à la scie crocodile.

## L'antre de Taven, la sorcière
C'est là, dans l'œuvre de Frédéric Mistral, que Mireille transporte Vincent blessé pour le faire guérir par une masco (« sorcière » en provençal). Cette Taven vit dans une excavation jouxtant le trau di Fado (le « Trou des fées »), une des plus spectaculaires grottes baussenques. Cet ensemble de grottes se trouve sur le flanc du baou de la Costapera, un éboulis qui plonge dans le Val d'Enfer. L'antre de la sorcière est précédé d'un terre-plein qui est nommé lou recatadou di ratopenado (le « refuge des chauve-souris »). C'est là que fut longtemps installé à l'initiative de propriétaires privés et avec des moyens de fortune, un « Théâtre de Verdure » pour des spectacles musicaux ou d'art lyrique (opéra Mireille en 1954), puis des manifestations royalistes.
De là, un couloir mène à la caverne de Taven, un puits profond d'environ six mètres. Dans ses parois s'ouvrent deux goulets. Le premier conduit à la cafourno de la Chauchoviéjo (« la caverne de la Chauche Vieille »), un réduit où la sorcière prépare ses philtres.
Le second, où une stalagmite figure le sarcophage de Taven, permet d'atteindre la « chambre de la Mandragore ». Elle se prolonge vers la coumo di trevan (la « cave des lutins ») puis se dirige vers le pas de la Bambaroucho (le « passage de la Bête Noire »).
La légende veut que seul Abd al-Rahmān, un chef de guerre sarrasin, que tous les Provençaux appellent familièrement Abderamane, ait eu le courage de s'enfoncer au plus profond de ce labyrinthe. Il y fut poussé par la nécessité d'y cacher un fabuleux trésor composé de monceaux d'or et de pierreries, résultat de ses rapines. Personne ne se risquerait d'aller le chercher puisqu'il est sous la surveillance de la Chèvre d’or, gardienne attitrée de tous les trésors enfouis par les Sarrasins en Provence.